# Luca Marenzio
Luca Marenzio (ur. 18 października 1553 w Coccaglio koło Brescii, zm. 22 sierpnia 1599 w Rzymie) – włoski kompozytor i śpiewak, uważany za przedstawiciela manieryzmu w muzyce.
Uczył się muzyki prawdopodobnie w Brescii u Giovanniego Contina. 1574–1578 był śpiewakiem na dworze kardynała Cristoforo Madruzzo w Rzymie. 1578-1586 pozostał w służbie kardynała Ludovico d’Este na jego dworze w Rzymie i Ferrarze. Zdobył wtedy sławę kompozytora, wydając większość swoich utworów. Po śmierci kardynała przez rok podróżował w poszukiwaniu posady. 1588–1589 przygotował oprawę muzyczną na uroczystości ślubne na dworze księcia Ferdinando de’ Medici. W ostatnich latach życia nie miał stałej funkcji. Od 1589 był kapelmistrzem na dworze kardynała Aldobrandiniego, później służył także u księcia Virginio Orsiniego. Odbył też podróż do Polski, gdzie pełnił funkcję nadwornego kapelmistrza na dworze króla Zygmunta III Wazy (1595–1598) w Krakowie i Warszawie. Zmarł wkrótce po powrocie do Włoch.
Marenzio był czołowym madrygalistą końca XVI w. Utwory swe opierał zarówno na prostych, anonimowych tekstach, jak i na poezji Petrarki czy Torquata Tassa. Nie ograniczał się do muzycznych ilustracji słów, lecz dążył do oddania ogólnego nastroju i wyrazu emocjonalnego tekstu. W tym celu stosował zróżnicowane środki muzyczne: imitację, chromatykę, dysonanse, nieoczekiwane zmiany harmoniczne. Kompozycje: świeckie – 9 ksiąg madrygałów na 5 gł. (Wenecja 1580-85,1594-99), 6 ksiąg madrygałów na 6 gł. (Wenecja 1581-87, 1591, 1595), "Madrigali spirituali" na 5 gł. (Rzym 1584), 5 ksiąg villanelli i canzonett na 3 gł. (Wenecja 1584-87); religijne (wydane po śmierci): 75 motetów "Sacrae cantiones", "Completorium et antiphonae" (zaginione).

## Wybrane utwory
- Ahi, dispietata morte!,
- Amatemi ben mio,
- Dissi a l'amata e mia lucida stella,
- Donna da vostri sguardi, Part I,
- Non è dolor nel mondo, Part II,
- Fuggirò tanto Amore, Part III,
- Hodie Christus natus est,
- Io piango,
- O Sacrum Convivium,
- O Rex gloriae,
- Tribus miraculis